# Baie de Nagaïev
La Baie de Nagaïev (russe : Бу́хта Нага́ева, ou Нагаевская бухта) est une baie du golfe du Taouï dans la Mer d'Okhotsk. Elle est située dans l'oblast de Magadan. Elle est bordée au sud, sur 16 km, par la presqu'île Staritski. Bien protégée sur trois côtés (à l'exception de l'ouest), elle est considérée comme le meilleur mouillage pour les navires dans la Mer d'Okhotsk. Sur la côte orientale de la baie se trouve la ville de Magadan, au nord, le port de commerce de Magadan (ru). Avec la baie de Gertner, c'est l'une des deux baies qui borde Magadan. 

## Géographie

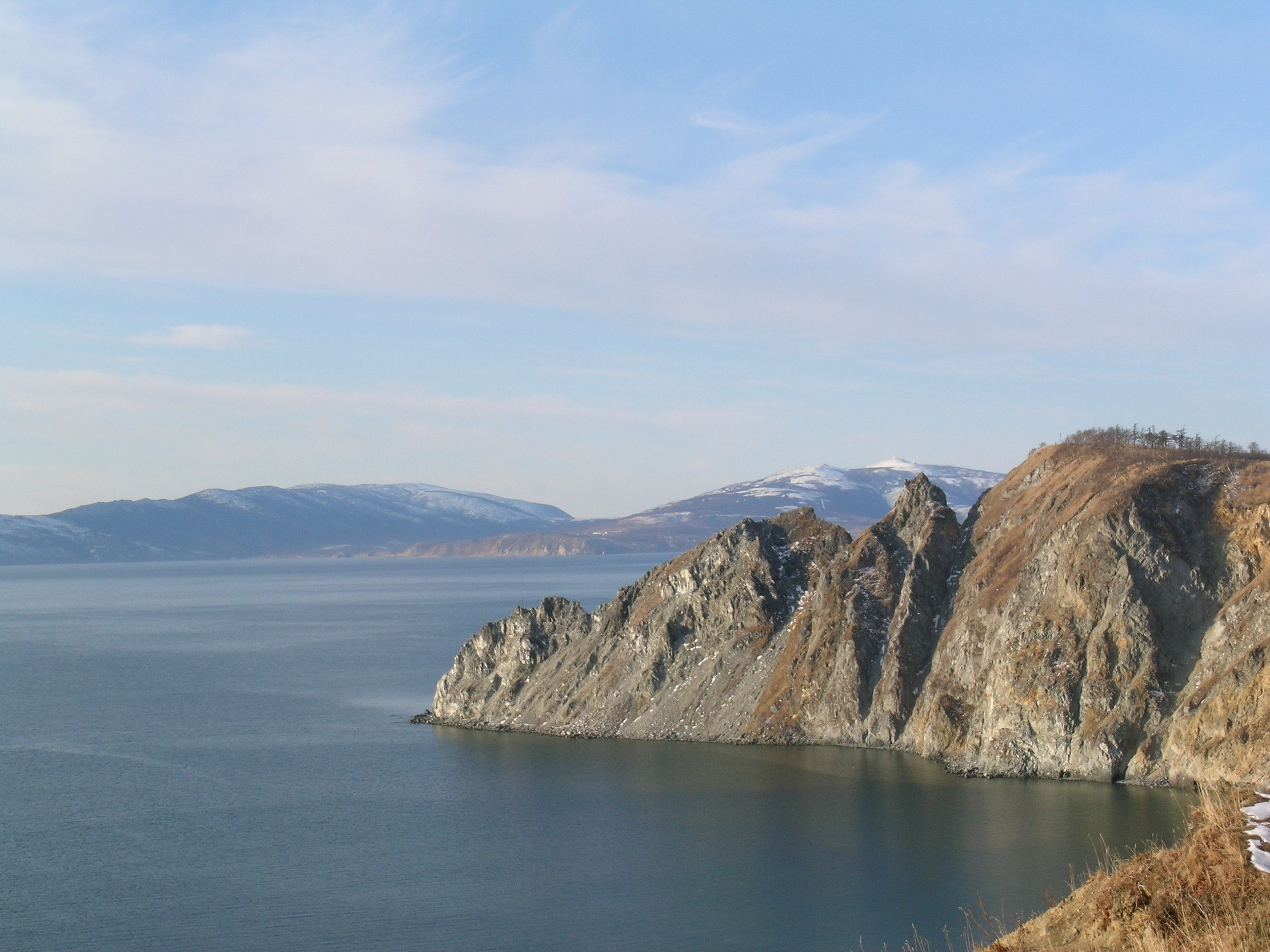
La baie de Nagaïev, près de Magadan

L'entrée de la baie se fait entre le Cap Gris (Серый) du côté de l'Île du malentendu (ru) (остров Недоразумения) et le Cap de Tchirikov. La côte de la baie est peu découpée. La dépression la plus notable se trouve à l'est du Cap du Verrou (Замок), où se jette le ruisseau sacré (Священный). Les baies de la Chute d'eau  Водопадная) et de la Louche (Ковш) font partie de la baie de Nagaïev.
Le marnage va jusqu'à 4 m.

## Histoire
La baie de Nagaïev a été depuis longtemps remarquée par les marins, et les bateaux russes ou étrangers y faisaient mouillage, à l'abri des tempêtes et pour reconstituer leurs provisions d'eau douce. Boris Davidov (ru), membre de l'expédition hydrographique de l'océan oriental, dirigée par Mikhaïl Jdanko (ru), qui a rédigé à partir de 1911 les instructions nautiques pour la mer d'Okhotsk, la qualifie de  « meilleur mouillage de toute la mer d'Okhotsk ».
Au début du XXe siècle, sur proposition des participants à l'expédition de Jdanko, la baie est renommée baie de Nagaïev en l'honneur de l'amiral Alexeï Ivanovitch Nagaïev, hydrographe du XVIIIe siècle, et la baie de Mongoda baie de Guertner en l'honneur d'un des membres de l'expédition de Jdanko, le capitaine de la 2e rang K. N. Guertner.
Jusqu'en 1912, la baie était appelée Volok par les Kamtchadales, et Miekan par les Évènes  (jusqu'en 1875, la presqu'île de Staritski s'appelait Miekanski). Les autres transcriptions du toponyme évène Miekan sont Mongondan et Magadan, et c'est ce dernier nom qui connaîtra une notoriété mondiale.

## Lieu d'arrivée des déportés du Dalstroï
Pendant les répressions staliniennes (ru), la baie de Nagaïev a été utilisée pour débarquer les prisonniers qui arrivaient par mer avant de rejoindre les camps de Magadan et de la Kolyma.  
Afin de fournir la main-d'œuvre nécessaire pour les travaux planifiés par le Dalstroï, sur des territoires où les hommes étaient auparavant pratiquement absents, le Sevvostlag (camps de travail forcé du Nord-Est) est créé en 1932, par un décret du 1er avril.  
Le premier convoi de prisonniers, de plus de 100 personnes, arrive le 4 février 1932 dans la baie de Nagaïeva sur le paquebot Sakhaline, en même temps que des travailleurs libres du trust d'État et des unités paramilitaires de protection.  
Les arrivages de masse commencent cette même année 1932. Guenrikh Iagoda ordonne ainsi d'envoyer au Dalstroï « 16 000 prisonniers en pleine santé ». Seulement 12 000 arrivent à la fin de l'automne, et aucun des détenus, ni des gardes ni des chiens « ne survit à l'hiver de la Kolyma ». Le taux de survie pendant l'hiver sera de 50 % pour ceux qui arriveront à l'automne 1933, et plus élevé encore en 1934. En 1934, commence la construction de la piste de la Kolyma et d'autres routes, des ports, d'aérodromes et de colonies. Fondé en 1929, le village de Magadan est devenue la « capitale » des camps. 
Ce sont les prisonniers du Dalstroï qui ont mis en valeur économiquement la région de la Kolyma.

## Divers
La baie de Nagaïev est évoquée à plusieurs reprises dans l'œuvre de Varlam Chalamov Souvenirs de la Kolyma.. 
Le 19 décembre 1947, le navire Général Vatoutine explose dans la baie.
En 1963, le brise glace Moscou (ru) y conduit le premier convoi de navires arrivant en hiver.
Une chanson de Vladimir Vyssotski Je suis allé à Magadan mentionne la baie de Nagaïev.
Actuellement, le principal problème écologique dans la baie de Nagaïev est la pollution de ses eaux par les hydrocarbures